# Désiré Koranyi
Désiré Koranyi także Dezső Korányi i Dezső Kronenberger (ur. 28 stycznia 1914 w Segedynie, zm. 9 stycznia 1981), francuski piłkarz, napastnik i trener piłkarski pochodzenia węgierskiego. Długoletni zawodnik FC Sète.
Na Węgrzech grał w U.T.C de Szeged i Kecskemet. W 1935 wyjechał do Francji i został zawodnikiem FC Sète, gdzie grał do 1950. Przez wiele sezonów był jednym z najskuteczniejszych napastników ligi francuskiej (łącznie 157 goli), w 1939 z 27 trafieniami został jej królem strzelców. W tym samym roku Sète zdobyło tytuł mistrza kraju. W latach 50. grał m.in. w AC Arles i Montpellier HSC. W reprezentacji Francji zagrał 5 razy i strzelił 5 bramek. Debiutował 18 maja 1939 w meczu z Belgią, ostatni raz zagrał w 1942.
Znanymi piłkarzami byli także jego bracia. Mátyás i Lajos grali jednak w kadrze Węgier.